# Colli di Faenza Sangiovese riserva
Le Colli di Faenza Sangiovese riserva est un vin rouge de la région Émilie-Romagne doté d'une appellation DOC depuis le 4 août 1997. Seuls ont droit à la DOC les vins récoltés à l'intérieur de l'aire de production définie par le décret.
Les vignobles autorisés se situent en province de Ravenne dans les communes de Brisighella, Casola Valsenio, Riolo Terme, Faenza et Castel Bolognese ainsi que dans les communes Modigliana et Tredozio en province de Forlì-Cesena.
Le vin rouge du Colli di Faenza Sangiovese riserva répond à un cahier des charges plus exigeant que le Colli di Faenza Sangiovese, essentiellement en relation avec un vieillissement de 2 ans et d'un titre alcoolique plus élevé.

## Caractéristiques organoleptiques
- couleur: rouge rubis  plus ou moins intense
- odeur : délicat, caractéristique, avec des arômes de violette
- saveur: sec, harmonique, frais

Le Colli di Faenza Sangiovese riserva se déguste à une température de 14 à 16 °C et il se garde 3 - 4 ans.

## Production
Province, saison, volume en hectolitres :
- pas de données disponibles